# Dukey Flyswatter

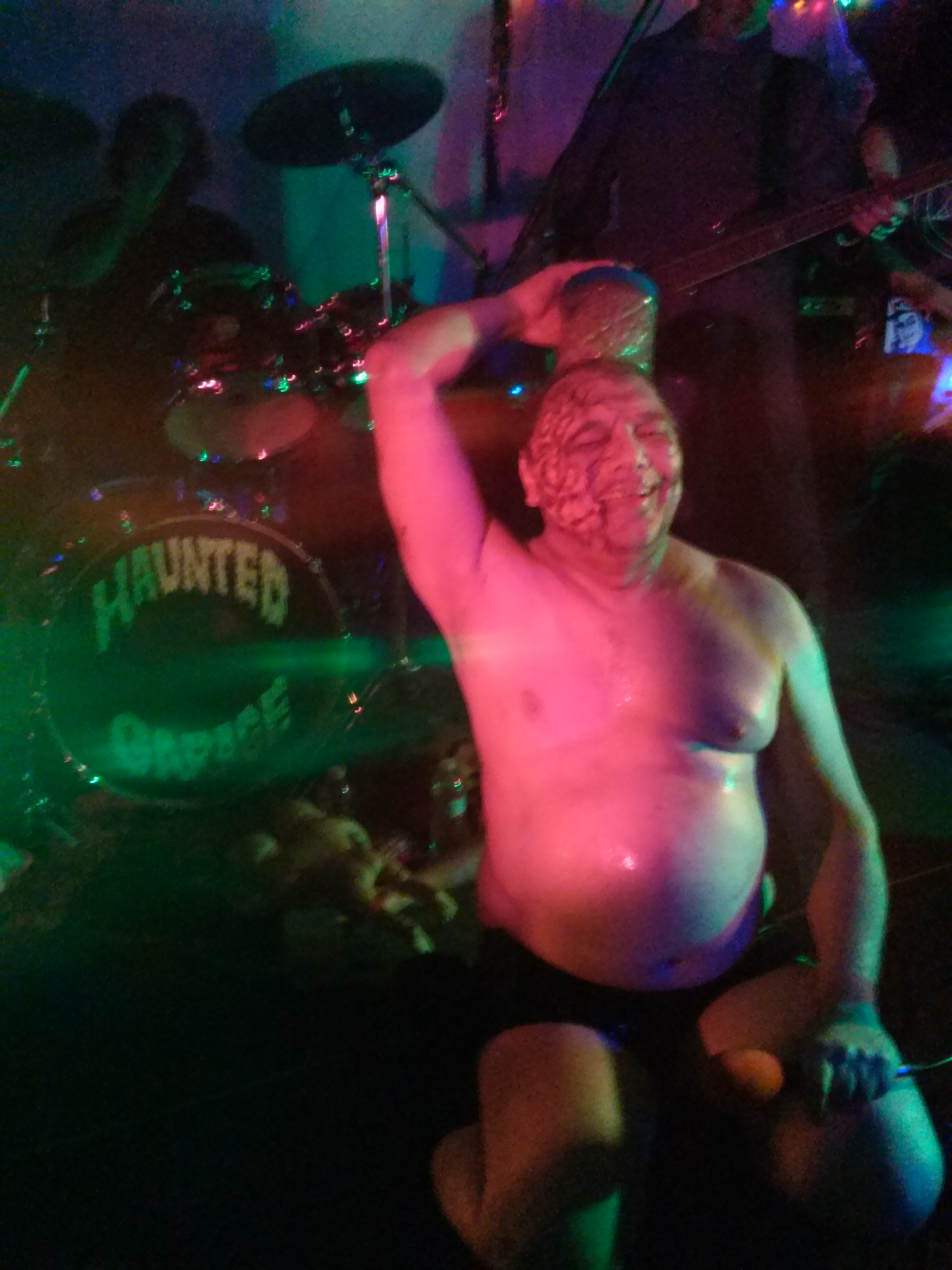
DukeyFlyswatter (2013)

Dukey Flyswatter (* 22. April 1954 in Los Angeles, Kalifornien als Michael David Sonye) ist ein US-amerikanischer Schauspieler, Drehbuchautor und Filmkomponist. Er war Sänger der Heavy-Metal-Band Haunted Garage.

## Leben
Flyswatter wurde am 22. April 1954 in Los Angeles als Michael David Sonye geboren. Erste Erfahrungen mit dem Schauspiel erhielt er im Teenageralter, durch Mitwirkungen im Gemeinschaftstheater, wo er auch Improvisationsunterricht von Del Close erhielt. 1975 schrieb er das Drehbuch für den Film Frozen Scream und fand dadurch den Weg in die Filmindustrie. Erst zehn Jahre später, ab Mitte der 1980er Jahre, war er regelmäßig als Schauspieler und Drehbuchautor speziell an Splatterfilmen beteiligt. Sein Filmschauspieldebüt gab er 1986 in dem Film Das Geheimnis des Grabmals am Nil. Im selben Jahr wirkte er außerdem in Gefangene im Weltraum als Schauspieler und Drehbuchautor mit. 1987 verfasste er die Drehbücher für die Filme Commando Squad, Blood Diner und Cold Steel. 1988 lieh er in der Horrorkomödie Beast You! dem Antagonisten, dem Kobold Onkel Imp, seine Stimme. Ab den 1990er Jahren nahmen seine schauspielerischen Mitwirkungen in Filmen merklich ab.
1985 gründete er in Los Angeles die Band Haunted Garage. Die erste Trennung erfolgte 1993. Comebacks erfolgten 2001, 2008 und letztmalig von 2013 bis einschließlich 2021.

## Filmografie (Auswahl)

### Schauspiel
- 1986: Das Geheimnis des Grabmals am Nil (The Tomb)
- 1986: Gefangene im Weltraum (Prison Ship/Star Slammer)
- 1986: Cards of Death
- 1987: Tornado
- 1987: Commando Squad
- 1987: Surf Nazis Must Die
- 1987: The Phantom Empire
- 1988: Beast You! (Sorority Babes in the Slimeball Bowl-O-Rama, Sprechrolle)
- 1988: Mit Motorsägen spaßt man nicht (Hollywood Chainsaw Hookers)
- 1988: Nightmare Sisters
- 1989: Roller Blade Warriors: Taken by Force
- 1989: Disgusting Spaceworms Eat Everyone
- 1990: Dark Romances Vol. 1
- 1993: Breakfast of Aliens
- 1998: Terrors from the Clit
- 1999: Cool Air (Kurzfilm)
- 1999: Debbie Does Damnation
- 2000: Terrors from the Clit 2
- 2001: Wally Wanker's Candy Fuctory
- 2002: Deathbed
- 2004: Bettie Page: Dark Angel
- 2006: Dorm of the Dead
- 2009: The Crystal Lake Massacres Revisited (Kurzfilm)
- 2012: Reel Evil
- 2013: Lights Out (Kurzfilm)
- 2016: Grindsploitation
- 2017: The Radioactive Chicken Heads Show (Fernsehserie, Episode 1x02)

### Drehbuch
- 1975: Frozen Scream
- 1986: Gefangene im Weltraum (Prison Ship/Star Slammer)
- 1987: Commando Squad
- 1987: Blood Diner
- 1987: Cold Steel
- 1989: Run Tiger Run (Out On Bail)

### Kompositionen
- 1987: Tornado
- 1988: Nightmare Sisters
- 2000: The Dead Hate the Living!
- 2010: Night of the Demons
- 2018: Bunker of Blood: Chapter 5: Psycho Sideshow: Demon Freaks